# Allow Me to Reintroduce Myself
Albums de Torae
Daily Conversation
(2008) Double Barrel
(2009)
Allow Me to Reintroduce Myself est une mixtape de Torae, sortie le 5 août 2008.

## Liste des titres
| No  | Titre                                                                               | Durée |
| --- | ----------------------------------------------------------------------------------- | ----- |
| 1.  | Heard It All Before (featuring Emilio Rojas et Tiffany Paige – Produit par Khrysis) | 2:33  |
| 2.  | Merchant of Dreams (featuring Skyzoo, Chaundon et Legacy – Produit par 9th Wonder)  | 0:58  |
| 3.  | The Takeover (featuring Kil Ripkin – Produit par COS)                               | 3:00  |
| 4.  | Uncomfortable (Produit par 9th Wonder)                                              | 1:34  |
| 5.  | Shake It Off (featuring Tanya Morgan et Kam Moye – Produit par Brizzo)              | 1:45  |
| 6.  | Crash (Produit par Khrysis)                                                         | 2:39  |
| 7.  | No Where No More (featuring Eternia et Ms. Davis – Produit par 9th Wonder)          | 2:49  |
| 8.  | Higher Learning (Produit par COS)                                                   | 2:05  |
| 9.  | Told You That (featuring Chaundon – Produit par Khrysis)                            | 1:25  |
| 10. | I Dont Care (featuring Nefew)                                                       | 1:17  |
| 11. | T.I.M.E. (Produit par Vega & Suede)                                                 | 1:12  |
| 12. | 3 Kings (featuring Skyzoo & Chaundon – Produit par Analogic)                        | 1:37  |
| 13. | Lick the Balls                                                                      | 2:10  |
| 14. | Best Out (featuring Skyzoo et Draftpick)                                            | 1:03  |
| 15. | Good God (Produit par Marco Polo)                                                   | 1:15  |
| 16. | New Blood (featuring Emilio Rojas, Skyzoo et Fresh Daily – Produit par Illmind)     | 1:40  |
| 17. | Broken Dreamz (featuring KoMika – Produit par Vega & Suede)                         | 3:25  |
| 18. | Rise Up (Produit par COS)                                                           | 3:03  |
| 19. | The People (featuring ESSO)                                                         | 3:22  |
| 20. | Hip Hop (featuring Punchline et Stick – Produit par Madlib)                         | 0:42  |
| 21. | Getting Money (featuring Magnif – Produit par Magnif)                               | 2:11  |
| 22. | Promises (featuring Kil Ripkin – Produit par Vega & Suede)                          | 4:24  |
| 23. | Its All Over (featuring Supastition, Dan Jons et Finale – Produit par DR)           | 3:49  |